# لورن آکتون
لورن آکتون (به انگلیسی: Loren Acton) فضانورد اهل کشور ایالات متحده آمریکا است که در ۷ مارس ۱۹۳۶ میلادی در لویستوون، مونتانا زاده شد. وی در مأموریت اس‌تی‌اس-۵۱-اف حضور داشته است.